# Eckart Suhl
Eckart Suhl, född den 20 april 1943 i Hamburg, Tyskland, är en västtysk landhockeyspelare.
Han tog OS-guld i herrarnas landhockeyturnering i samband med de olympiska sommarspelen 1972 i München.